# Choceň
Choceň är en stad i Tjeckien.   Den ligger i regionen Pardubice, i den centrala delen av landet, 130 km öster om huvudstaden Prag. Choceň ligger 291 meter över havet och antalet invånare är 9 008.
Terrängen runt Choceň är platt åt sydväst, men åt nordost är den kuperad. Runt Choceň är det ganska tätbefolkat, med 54 invånare per kvadratkilometer. Närmaste större samhälle är Česká Třebová, 19,1 km sydost om Choceň. Omgivningarna runt Choceň är en mosaik av jordbruksmark och naturlig växtlighet.